# 畠田 (王寺町)
畠田（はたけだ）は、奈良県北葛城郡王寺町の地名。畠田一丁目から九丁目までが設置されている。郵便番号636-0021。

## 地理
王寺町の南端に位置し、香芝市、上牧町との境に接する。西は明神山、東は葛下川と馬見丘陵に挟まれたすり鉢状の地形を擁する。地域のほぼ中央を和歌山線と国道168号が縦貫する。

### 交通
- 国道168号
- 奈良県道14号桜井田原本王寺線
- 奈良県道202号畠田藤井線
- 畠田駅
- 奈良交通バス（以下は停留所）
  - 畠田
  - 畠田八丁目
  - 畠田南
  - 王寺町文化福祉センター

### 地域内の主な施設・旧跡等
- 畠田郵便局
- 王寺町文化福祉センター
- 王寺町立王寺南中学校
- 奈良交通西大和営業所

### 河川
- 葛下川

## 歴史
- 1957年（昭和32年）1月1日 - 香芝町大字畠田の一部を編入[2]
- 1979年（昭和54年）9月1日 - 香芝町大字尼寺との間で境界変更[3]